# پنج خوک کوچک
پنج خوک کوچک (به انگلیسی: Five Little Pigs) رمانی جنایی اثر آگاتا کریستی است.
این کتاب که از مجموعه داستان‌های پوآرو می‌باشد در مه ۱۹۴۲ در آمریکا توسط انتشارات داد، مید اند کمپانی با نام قتل در گذشته و در ژانویه ۱۹۴۳ توسط انتشارات کولینز کرایم کلوب در بریتانیا با نام اصلی پنج خوک کوچک به چاپ رسیده است.
قیمت کتاب در بریتانیا هشت شیلینگ و در آمریکا دو دلار بوده‌است.
کتاب پنج خوک کوچک با استقبال زیادی از سوی منتقدان و مخاطبان موجه شد و منتقدان آنرا با جملاتی مانند «مهارت بی‌نظیر نویسنده»، «یک مسئلۀ جذاب برای خوانندۀ خلاق»، «یک کتاب کاملاً زیبا و غنی» و «به احتمال زیاد بهترین کتاب نویسنده» آنرا توصیف کردند.

## خلاصه کتاب
شانزده سال پس از محکومیت کارولین کرالس به جرم قتل همسرش امیاس، دخترش کارلا لمارچانت با هرکول پوآرو ملاقات می کند. در این جلسه ، کارلا ادعا می‌کند مادرش بی‌گناه بوده است و در نامه‌ای که در سن 21 سالگی از مادرش دریافت کرده، مادرش به او گفته که قاتل نیست. او می‌ترسد که اگر حقیقت این قتل پیدا نشود، نامزدش او را ترک خواهد کرد. پوآرو با درخواست دختر موافقت می‌کند و تحقیق در مورد این پرونده را آغاز می کند. او می‌فهمد که در روز قتل، پنج نفر دیگر در خانه کرالس بوده‌اند که او آنها را «پنج خوک کوچک» می نامد. فیلیپ بلیک، کارگزار سهام، مریدیت بلیک، برادر فیلیپ و یک شیمیدان آماتور؛ آنجلا وارن، خواهر نوجوان کارولین، سسیلیا ویلیامز، پرستار و السا گریر زن جوانی که سوژه آخرین نقاشی امیاس بوده است کسانی هستند که آن روز در محل جرم حضور داشته‌اند. در تحقیقات پلیس مشخص شد که امیاس با سم مسموم شده که در لیوانی با آبجو مخلوط شده است... .

## اقتباس
از روی پنج خوک کوچک در سال ۱۹۶۰ نمایشنامه‌ای نوشته شد که توجه‌های زیادی را به خود جلب کرد. همچنین اقتباس‌های سینمایی و تلویزیونی مختلفی از روی پنج خوک کوچک انجام شده است. سال ۱۹۹۴ رادیو بی بی سی هم اقتباسی از این اثر انجام داد که در آن جان موفات نقش کارآگاه پوآرو را ایفا کرد.